# 竹本隼太郎
竹本 隼太郎（たけもと じゅんたろう、1983年7月18日 - ）は、日本の元ラグビーユニオン選手。

## プロフィール
- 長崎県長崎市出身。
- ポジションはナンバーエイト(No.8)。
- 身長 180cm、体重 103kg
- ニックネームはたけ。
- U23日本代表候補に選ばれたことがある[1]。
- 弟の竜太郎もラグビー選手[2]。
- ビーチバレー選手の藤井桜子は義理の妹[3]。

## 来歴
小学1年生からラグビーを始めた。
2002年、長崎北高校卒業後、慶應義塾大学に入学する。
2005年、慶應義塾體育會蹴球部の主将に就任した。
2006年、慶應義塾大学卒業後、サントリーサンゴリアスに加入。同年12月23日に行われたジャパンラグビートップリーグ第11節のワールドファイティングブル戦に先発出場で公式戦初出場を果たす。
2010年、サントリーサンゴリアスの主将に就任。2シーズン務めた
2017年1月にトップリーグ100試合出場を達成。
2018年、現役を引退した。